# Mineral (California)
Mineral es un lugar designado por el censo del condado de Tehama en el estado estadounidense de California. En el año 2000 tenía una población de 143 habitantes y una densidad poblacional de 1,2 personas por km².

## Geografía
Mineral se encuentra ubicado en las coordenadas 40°21′20″N 121°34′2″O / 40.35556, -121.56722. Según la Oficina del Censo, la ciudad tiene un área total de 115,3 km² (44,5 mi²), de la cual 115,2 km² (44,5 mi²) es tierra y 0,04 km² (0 mi²) (0%) es agua.

## Demografía
Según la Oficina del Censo en 2000 los ingresos medios por hogar en la localidad eran de $39,107, y los ingresos medios por familia eran $42,813. Los hombres tenían unos ingresos medios de $40,938 frente a los $27,083 para las mujeres. La renta per cápita para la localidad era de $20,865. Alrededor del 12,1% de la población estaban por debajo del umbral de pobreza.